# Batrisodes jonesi
Batrisodes jonesi är en skalbaggsart som beskrevs av Park 1951. Batrisodes jonesi ingår i släktet Batrisodes och familjen kortvingar. Inga underarter finns listade i Catalogue of Life.